# Enigma (hudební skupina)
Enigma je německý studiový projekt, částečně zaměřený na taneční diskotéky, s aranžemi evokujícími některé prvky world music. Mozkem Enigmy je skladatel a producent rumunského původu Michael Cretu, používající pseudonym Curly M. C. V nahrávkách se často objevuje i jeho manželka, zpěvačka Sandra.

## Diskografie
- MCMXC A.D. (1990) – obsahuje hity jako Sadeness (Part I), Mea Culpa, Rivers Of Belief nebo Principles Of Lust.
- The CROSS Of Changes (1993) – druhé album je spojeno s hity Return to Innocence, Out From The Deep, The Eyes Of Truth nebo Age Of Loneliness.
- Le Roi Est Mort, Vive Le Roi! (1996) – další poměrně úspěšné album s hity Beyond The Invisible a T.N.T For The Brain.
- Love Sensuality Devotion (2000) – Kompilace.
- The Screen Behind The Mirror (2000) – na tomto albu Michael Cretu využívá fragmentů z kantáty Carla Orffa Carmina Burana.
- Voyageur (2003) - na tomto albu je patrná silná změna kompozice a stylu. Album přineslo hity Voyaguer, Boum-Boum a Following The Sun.
- A Posteriori (2006)
- Seven Lives Many Faces (2008) – Vychází i jako dvoudisková limitovaná edice. Pilotním singlem je La Puerta Del Cielo.
- The Platinum Collection (2009) – obsahuje 3CD: CD1 The greatest hits, CD2 The remix collection, CD3 The lost ones.
- The Fall Of Rebel Angel (2016)

Studiová alba i kompilace Enigmy jsou spojena v jeden velký celek (Medley), díky čemuž je posluchač vtažen do hudebního děje a může se plně oddat poslechu.